# Má Companhia
Má Companhia é uma banda de rock da cidade do Recife, em Pernambuco. Foi fundada pelo vocalista e guitarrista Xandinho em 1988. No início tocavam músicas dos Beatles e Rolling Stones.
A banda sofreu influência da cena musical do rock inglês e norte-americano notadamente das décadas de 70 e 80. Ao contrário de outras linhas musicais originadas no Recife, como o Manguebeat, a banda Má Companhia sempre seguiu uma linha do rock mais clássico.
O grupo fez a abertura do show do Deep Purple em Recife, ocorrido no Classic Hall (hoje denominado Chevrolet Hall), em 13 de setembro de 2003.
Por muitas vezes, a banda trabalhou em conjunto com o músico, cantor e artista plástico Lula Côrtes.

## Formação atual
A  banda teve diversas formações, mas a atual formação tem os seguintes músicos:
- Xandinho - vocal e guitarra
- Sergio Eduardo - baixo
- Plínio - guitarra
- Arthur "Rolo" Brendler - guitarra
- Arthur Carioca - bateria

## Discografia
- Homônimo (1995)
- A vida não é sopa (2006)